# Tornei di tennis femminili nel 1926
Prima della nascita del WTA Tour, ossia l'apertura alle tenniste professioniste dei tornei che prima di quell'anno erano riservati alle tenniste dilettanti, tutti gli eventi più importanti erano amatoriali, tra questi c'erano i tornei del Grande Slam: gli Australasian Championships, gli Internazionali di Francia, il Torneo di Wimbledon e gli U.S. National Championships.

## Calendario

### Gennaio
| Settimana  | Torneo                                                                           | Vincitore                                                 | Finalista                                 | Semifinalisti | Eliminati ai quarti |
| ---------- | -------------------------------------------------------------------------------- | --------------------------------------------------------- | ----------------------------------------- | ------------- | ------------------- |
| 4 gennaio  | Beau Site New Year Meeting 1926 Cannes, Francia Singolare - Doppio               | Phyllis Satterthwaite 6-2 6-0                             | Eileen Bennett                            |               |                     |
| 4 gennaio  | Beau Site New Year Meeting 1926 Cannes, Francia Singolare - Doppio               | Mrs Coleman Emily Petchell 6-1 4-6 6-2                    | Simone Lafaurie Mrs Morris                |               |                     |
| 4 gennaio  | Beau Site New Year Meeting 1926 Cannes, Francia Singolare - Doppio               | Doppio misto: Phyllis Satterthwaite Donald Greig walkover | Suzanne Lenglen Francis Fisher            |               |                     |
| 11 gennaio | Imperial Tennis Club 1926 Nizza, Francia Terra rossa Singolare - Doppio          | Suzanne Lenglen                                           | Mlle J Franke                             |               |                     |
| 11 gennaio | Imperial Tennis Club 1926 Nizza, Francia Terra rossa Singolare - Doppio          | Suzanne Lenglen Mlle Pat de Cros                          |                                           |               |                     |
| 11 gennaio | Imperial Tennis Club 1926 Nizza, Francia Terra rossa Singolare - Doppio          | Doppio misto: Suzanne Lenglen Toto Brugnon                |                                           |               |                     |
| 18 gennaio | Metropole Club Championships 1926 Cannes, Francia Terra rossa Singolare - Doppio | Helen Wills 6-3 7-5                                       | Julie Vlasto                              |               |                     |
| 18 gennaio | Metropole Club Championships 1926 Cannes, Francia Terra rossa Singolare - Doppio | Suzanne Lenglen Julie Vlasto 6-0 6-1                      | Helene Contostavlos Phyllis Satterthwaite |               |                     |
| 18 gennaio | Metropole Club Championships 1926 Cannes, Francia Terra rossa Singolare - Doppio | Doppio misto: Suzanne Lenglen Toto Brugnon                | Helene Contostavlos Francis Fisher        |               |                     |
| 30 gennaio | Australasian Championships 1926 Adelaide, Australia Erba Singolare - Doppio      | Daphne Akhurst 6-1, 6-3                                   | Esna Boyd                                 |               |                     |
| 30 gennaio | Australasian Championships 1926 Adelaide, Australia Erba Singolare - Doppio      | Esna Boyd Meryl O'Hara Wood 6-3, 6-8, 8-6                 | Daphne Akhurst Marjorie Cox Crawford      |               |                     |

### Febbraio
| Settimana   | Torneo                                                                            | Vincitore                                                 | Finalista                           | Semifinalisti | Eliminati ai quarti |
| ----------- | --------------------------------------------------------------------------------- | --------------------------------------------------------- | ----------------------------------- | ------------- | ------------------- |
| 1º febbraio | Gallia Club Championships 1926 Cannes, Francia Singolare - Doppio                 | Helen Wills 6-3 6-2                                       | Helene Contostavlos                 |               |                     |
| 1º febbraio | Gallia Club Championships 1926 Cannes, Francia Singolare - Doppio                 | Phyllis Satterthwaite Julie Vlasto 6-2 6-3                | Helene Contostavlos Regina Vlasto   |               |                     |
| 1º febbraio | Gallia Club Championships 1926 Cannes, Francia Singolare - Doppio                 | Doppio misto: Julie Vlasto Henri Cochet 6-2 6-2           | E. Petchell A.H. McCormick          |               |                     |
| 6 febbraio  | Casino Heights Invitational 1926 Brooklyn, USA Singolare - Doppio                 | Mary Browne 6-3 2-6 6-4                                   | Martha Bayard                       |               |                     |
| 6 febbraio  | Casino Heights Invitational 1926 Brooklyn, USA Singolare - Doppio                 | Mary Browne Molla Mallory 6-4 6-1                         | Martha Bayard Elizabeth Corbiere    |               |                     |
| 6 febbraio  | Casino Heights Invitational 1926 Brooklyn, USA Singolare - Doppio                 | Doppio misto: Martha Bayard Vincent Richards 9-7 9-7      | Mary Browne Frank Hunter            |               |                     |
| 8 febbraio  | Carlton Club Championships 1926 Cannes, Francia Terra rossa Singolare - Doppio    | Suzanne Lenglen 6-3 8-6                                   | Helen Wills                         |               |                     |
| 8 febbraio  | Carlton Club Championships 1926 Cannes, Francia Terra rossa Singolare - Doppio    | Suzanne Lenglen Julie Vlasto 6-4 8-6                      | Helene Contostavlos Helen Wills     |               |                     |
| 8 febbraio  | Carlton Club Championships 1926 Cannes, Francia Terra rossa Singolare - Doppio    | Doppio misto: Uberto De Morpurgo Julie Vlasto 6-3 3-6 6-4 | Charles Kingsley Eileen Bennett     |               |                     |
| 8 febbraio  | Nice Second Meeting 1926 Nizza, Francia Terra rossa Singolare - Doppio            | Suzanne Lenglen 6-0 6-0                                   | Miss M Wright                       |               |                     |
| 8 febbraio  | Nice Second Meeting 1926 Nizza, Francia Terra rossa Singolare - Doppio            | Eileen Bennett Helen Wills 6-3 6-2                        | Elsa Haylock M. Wright              |               |                     |
| 8 febbraio  | Nice Second Meeting 1926 Nizza, Francia Terra rossa Singolare - Doppio            | Doppio misto: Suzanne Lenglen Uberto De Morpurgo 6-1 6-2  | Helen Wills Charles Aeschlimann     |               |                     |
| 14 febbraio | French Closed Covered Court Championships 1926 Parigi, Francia Singolare - Doppio | Germaine Golding 6-2 6-4                                  | Marie Conquet                       |               |                     |
| 14 febbraio | French Closed Covered Court Championships 1926 Parigi, Francia Singolare - Doppio | Genevieve Cousin Mlle Grasset 6-3 11-9                    | Mlle Desclercs Nanette Le Besnerais |               |                     |
| 14 febbraio | French Closed Covered Court Championships 1926 Parigi, Francia Singolare - Doppio | Doppio misto: René Lacoste Yvonne Bourgeois 6-2 5-7 7-5   | Jean Borotra Marguerite Bordes      |               |                     |
| 21 febbraio | Torneo di Beaulieu 1926 Beaulieu-sur-Mer, Francia Singolare - Doppio              | Helen Wills 6-1 6-1                                       | Phyllis Satterthwaite               |               |                     |
| 21 febbraio | Torneo di Beaulieu 1926 Beaulieu-sur-Mer, Francia Singolare - Doppio              | Ermyntrude Harvey Dorothea Lambert Chambers 6-2 6-3       | Mrs Creasy Heather Woolrych         |               |                     |
| 21 febbraio | Torneo di Beaulieu 1926 Beaulieu-sur-Mer, Francia Singolare - Doppio              | Doppio misto: Helen Wills Charles Kingsley 6-4 6-3        | Eileen Bennett Francis Fisher       |               |                     |
| 21 febbraio | Bermuda International Championships 1926 Hamilton, Bermuda Singolare - Doppio     | Martha Bayard 6-2 6-2                                     | Gladys Hutchings                    |               |                     |
| 21 febbraio | Bermuda International Championships 1926 Hamilton, Bermuda Singolare - Doppio     | Martha Bayard Edith Sigourney 6-2 7-5                     | Marion Jessup M. Robinson           |               |                     |
| 21 febbraio | Bermuda International Championships 1926 Hamilton, Bermuda Singolare - Doppio     | Doppio misto: Martha Bayard Alexander Thayer 5-7 6- 6-3   | Marion Jessup Willard Crocker       |               |                     |
| 23 febbraio | Torneo di St Augustine 1926 Saint Augustine, USA Singolare - Doppio               | Elizabeth Ryan                                            | Mary Browne                         |               |                     |
| 23 febbraio | Torneo di St Augustine 1926 Saint Augustine, USA Singolare - Doppio               |                                                           |                                     |               |                     |
| 29 febbraio | Monte Carlo Cup 1926 Monte Carlo, Monte Carlo Singolare - Doppio                  | Helen Wills 6-2 6-3                                       | Lilí de Álvarez                     |               |                     |
| 29 febbraio | Monte Carlo Cup 1926 Monte Carlo, Monte Carlo Singolare - Doppio                  | Helene Contostavlos Helen Wills 6-3 8-6                   | Lilí de Álvarez Julie Vlasto        |               |                     |
| 29 febbraio | Monte Carlo Cup 1926 Monte Carlo, Monte Carlo Singolare - Doppio                  | Doppio misto: Nelly Neppach Bela von Kehrling 5-7 6-0 6-4 | Julie Vlasto Uberto De Morpurgo     |               |                     |

### Marzo
| Settimana | Torneo                                                                            | Vincitore                                                            | Finalista                                   | Semifinalisti | Eliminati ai quarti |
| --------- | --------------------------------------------------------------------------------- | -------------------------------------------------------------------- | ------------------------------------------- | ------------- | ------------------- |
| 6 marzo   | Florida State Championships 1926 Palm Beach, USA Singolare - Doppio               | Elizabeth Ryan 6-4 6-0                                               | Mary Browne                                 |               |                     |
| 6 marzo   | Florida State Championships 1926 Palm Beach, USA Singolare - Doppio               | Mary Browne Phyllis Walsh 6-3 7-5                                    | Julia Brokaw Elizabeth Ryan                 |               |                     |
| 6 marzo   | Florida State Championships 1926 Palm Beach, USA Singolare - Doppio               | Doppio misto: Elizabeth Ryan A. Drexel-Biddle 4-6 6-3 6-1            | Mrs W. Pritchard Jerry Lang                 |               |                     |
| 7 marzo   | Riviera Championships 1926 Mentone, Francia Singolare - Doppio                    | Helen Wills 6-4 6-4                                                  | Lilí de Álvarez                             |               |                     |
| 7 marzo   | Riviera Championships 1926 Mentone, Francia Singolare - Doppio                    | Lilí de Álvarez Julie Vlasto 4-6 7-5 7-5                             | Ermyntrude Harvey Dorothea Lambert Chambers |               |                     |
| 7 marzo   | Riviera Championships 1926 Mentone, Francia Singolare - Doppio                    | Doppio misto: Julie Vlasto Henri Cochet 7-5 3-6 6-3                  | Helen Wills Jimmy van Allen                 |               |                     |
| 9 marzo   | Carlton Club Second Meeting 1926 Cannes, Francia Singolare - Doppio               | Lilí de Álvarez 6-2 6-3                                              | Dorothy Shepherd-Barron                     |               |                     |
| 9 marzo   | Carlton Club Second Meeting 1926 Cannes, Francia Singolare - Doppio               | Suzanne Lenglen Phyllis Satterthwaite 6-0 6-1                        | Lilí de Álvarez Dorothy Shepherd-Barron     |               |                     |
| 9 marzo   | Carlton Club Second Meeting 1926 Cannes, Francia Singolare - Doppio               | Doppio misto: Phyllis Satterthwaite Charles Aeschlimann 6-3 8-10 6-3 | Dorothy Shepherd-Barron B. Meyer            |               |                     |
| 11 marzo  | Dixie Championships 1926 Tampa, USA Terra rossa Singolare - Doppio                | Elizabeth Ryan 6-3 8-6                                               | Mary Browne                                 |               |                     |
| 11 marzo  | Dixie Championships 1926 Tampa, USA Terra rossa Singolare - Doppio                | Elizabeth Ryan Mrs J. Saunders-Taylor 6-3 6-4                        | Mary Browne Mrs E. Raymond                  |               |                     |
| 15 marzo  | South of France Championships 1926 Nizza, Francia Singolare - Doppio              | Helen Wills 6-0 6-1                                                  | Phyllis Mudford                             |               |                     |
| 15 marzo  | South of France Championships 1926 Nizza, Francia Singolare - Doppio              | Ermyntrude Harvey Dorothea Lambert Chambers 6-4 7-5                  | Eileen Bennett Joan Ridley                  |               |                     |
| 15 marzo  | South of France Championships 1926 Nizza, Francia Singolare - Doppio              | Doppio misto: Julie Vlasto Henri Cochet 4-6 7-5 13-11                | Helen Wills Charles Kingsley                |               |                     |
| 20 marzo  | US Indoors 1926 Longwood, USA Indoor Singolare - Doppio                           | Elizabeth Ryan 1-6 6-2 6-3                                           | Marion Zinderstein                          |               |                     |
| 20 marzo  | US Indoors 1926 Longwood, USA Indoor Singolare - Doppio                           | Mary Browne Elizabeth Ryan 6-1 6-3                                   | Hazel Hotchkiss Marion Zinderstein          |               |                     |
| 20 marzo  | US Indoors 1926 Longwood, USA Indoor Singolare - Doppio                           | Doppio misto: Hazel Wightman George Gardiner 6-3 6-4                 | Anna Hubbard Arnold Jones                   |               |                     |
| 22 marzo  | Côte d'Azur Championships 1926 Cannes, Francia Singolare - Doppio                 | Helen Wills walkover                                                 | Joan Ridley                                 |               |                     |
| 22 marzo  | Côte d'Azur Championships 1926 Cannes, Francia Singolare - Doppio                 | Eileen Bennett Joan Ridley 6-4 5-7 4-4 ritiro                        | Mrs Coleman E. Petchell                     |               |                     |
| 22 marzo  | Côte d'Azur Championships 1926 Cannes, Francia Singolare - Doppio                 | Doppio misto: Helen Wills Henri Cochet 7-5 6-1                       | Jean Radcliffe Bernard Meyer                |               |                     |
| 27 marzo  | South Australian Championships 1926 Adelaide, Australia Singolare - Doppio        | Gladys Toyne 8-6, 6-4                                                | Kath Le Mesurier                            |               |                     |
| 27 marzo  | South Australian Championships 1926 Adelaide, Australia Singolare - Doppio        | Kath Le Mesurier Dorothy Weston 7-5 9-7                              | E. Lawrence N. Hamilton                     |               |                     |
| 27 marzo  | South Australian Championships 1926 Adelaide, Australia Singolare - Doppio        | Doppio misto: Dorothy Weston H. Solomon 3-6 6-4 6-3                  | E. Lawrence A. Scott                        |               |                     |
| 27 marzo  | Queen's Covered Court Championships 1926 Londra, Gran Bretagna Singolare - Doppio | Winifred Beamish 6-2 6-2                                             | Cristobel Hardie                            |               |                     |
| 27 marzo  | Queen's Covered Court Championships 1926 Londra, Gran Bretagna Singolare - Doppio |                                                                      |                                             |               |                     |
| 27 marzo  | Queen's Covered Court Championships 1926 Londra, Gran Bretagna Singolare - Doppio | Doppio misto: Joan Strawson Col. A. Berger 2-6 6-2 6-4               | D. Busby Gordon Crole-Rees                  |               |                     |
| 29 marzo  | Cannes Championships 1926 Cannes, Francia Singolare - Doppio                      | Lilí de Álvarez 6-4 6-2                                              | Heather Woolrych                            |               |                     |
| 29 marzo  | Cannes Championships 1926 Cannes, Francia Singolare - Doppio                      | Cancellato a causa della pioggia                                     |                                             |               |                     |
| 29 marzo  | Cannes Championships 1926 Cannes, Francia Singolare - Doppio                      | Doppio misto: Cancellato a causa della pioggia                       |                                             |               |                     |

### Aprile
| Settimana | Torneo                                                                               | Vincitore                                                | Finalista                                     | Semifinalisti | Eliminati ai quarti |
| --------- | ------------------------------------------------------------------------------------ | -------------------------------------------------------- | --------------------------------------------- | ------------- | ------------------- |
| aprile    | German Championships 1926 Berlino, Germania Singolare - Doppio                       | Ilse Friedleben 6-8 6-4 6-2                              | Nelly Neppach                                 |               |                     |
| aprile    | German Championships 1926 Berlino, Germania Singolare - Doppio                       | M. Galvao E. Hoffmann                                    |                                               |               |                     |
| aprile    | German Championships 1926 Berlino, Germania Singolare - Doppio                       | Doppio misto: Hans Moldenhauer Cilly Aussem              |                                               |               |                     |
| aprile    | South African Championships 1926 Johannesburg, Sudafrica Singolare - Doppio          | Irene Peacock 6-2 6-1                                    | Audrey de Smit                                |               |                     |
| aprile    | South African Championships 1926 Johannesburg, Sudafrica Singolare - Doppio          | Susie Hall Audrey de Smit 6-2 6-0                        | Winifred Lowe Irene Peacock                   |               |                     |
| aprile    | South African Championships 1926 Johannesburg, Sudafrica Singolare - Doppio          | Doppio misto: Vera Everett Ivie Richardson               | Irene Peacock Mr Haywood                      |               |                     |
| 3 aprile  | South Atlantic States Championships 1926 Augusta, USA Singolare - Doppio             | Elizabeth Ryan 4-6 6-3 6-4                               | Charlotte Hosmer Chapin                       |               |                     |
| 3 aprile  | South Atlantic States Championships 1926 Augusta, USA Singolare - Doppio             |                                                          |                                               |               |                     |
| 3 aprile  | South Atlantic States Championships 1926 Augusta, USA Singolare - Doppio             | Doppio misto: Charlotte Chapin Alfred Chapin 4-6 6-2 6-4 | Elizabeth Ryan Jerry Lang                     |               |                     |
| 11 aprile | French Covered Court Championships 1926 Parigi, Francia Singolare - Doppio           | Germaine Golding 6-3 2-6 6-3                             | Jeanne Vaussard                               |               |                     |
| 11 aprile | French Covered Court Championships 1926 Parigi, Francia Singolare - Doppio           | Marie Conquet Suzanne Deve 9-7 6-4                       | Germaine Golding Jeanne Vaussard              |               |                     |
| 11 aprile | French Covered Court Championships 1926 Parigi, Francia Singolare - Doppio           | Doppio misto: Jeanne Vaussard Jean Couiteas 8-6 6-4      | Simone Amaury Christian Boussus               |               |                     |
| 12 aprile | British Hard Court Championships 1926 Torquay, Gran Bretagna Singolare - Doppio      | Joan Fry 6-1 7-9 6-1                                     | Phoebe Holcroft Watson                        |               |                     |
| 12 aprile | British Hard Court Championships 1926 Torquay, Gran Bretagna Singolare - Doppio      | Betty Nuthall Gwen Sterry 6-4 8-6                        | Elsie Goldsack Phoebe Holcroft-Watson         |               |                     |
| 12 aprile | British Hard Court Championships 1926 Torquay, Gran Bretagna Singolare - Doppio      | Doppio misto: Joan Fry Douglas Hodges 6-3 6-1            | Peggy Bouverie Toto Brugnon                   |               |                     |
| 17 aprile | North & South Tournament 1926 Pinehurst, USA Singolare - Doppio                      | Charlotte Hosmer Chapin 6-3 7-5                          | Martha Bayard                                 |               |                     |
| 17 aprile | North & South Tournament 1926 Pinehurst, USA Singolare - Doppio                      | Penelope Anderson Martha Bayard 11-9 6-4                 | Dorothy Briggs Charlotte Chapin               |               |                     |
| 22 aprile | New South Wales Championships 1926 Sydney, Australia Singolare - Doppio              | Esna Boyd 4-6 6-2 6-0                                    | Daphne Akhurst                                |               |                     |
| 22 aprile | New South Wales Championships 1926 Sydney, Australia Singolare - Doppio              | Esna Boyd Gwendoline Utz 6-2 6-3                         | Sylvia Harper Lorna Utz                       |               |                     |
| 22 aprile | New South Wales Championships 1926 Sydney, Australia Singolare - Doppio              | Doppio misto: Marjorie Cox Jack Willard 7-5 6-3          | Esna Boyd Rupert Wertheim                     |               |                     |
| 23 aprile | Swedish Covered Court Championships 1926 Stoccolma, Svezia Indoor Singolare - Doppio | Sigrid Fick 4-6 7-5 6-4                                  | Molla Bjurstedt                               |               |                     |
| 23 aprile | Swedish Covered Court Championships 1926 Stoccolma, Svezia Indoor Singolare - Doppio |                                                          |                                               |               |                     |
| 23 aprile | Swedish Covered Court Championships 1926 Stoccolma, Svezia Indoor Singolare - Doppio | Doppio misto: Sigrid Fick J. Soderstrom 6-1 5-7 6-1      | Molla Mallory Donald Greig                    |               |                     |
| 24 aprile | Surrey Hard Court Championships 1926 Roehampton, Gran Bretagna Singolare - Doppio    | Eileen Bennett 5-7 6-2 6-3                               | Ermyntrude Harvey                             |               |                     |
| 24 aprile | Surrey Hard Court Championships 1926 Roehampton, Gran Bretagna Singolare - Doppio    | Evelyn Colyer Kitty Godfree 6-4 6-4                      | Geraldine Beamish Enid Broadbridge            |               |                     |
| 24 aprile | Surrey Hard Court Championships 1926 Roehampton, Gran Bretagna Singolare - Doppio    | Doppio misto: Kitty Godfree Leslie Godfree 4-6 6-0 6-1   | Geraldine Beamish Cyril Eames                 |               |                     |
| 28 aprile | Rome Championships 1926 Roma, Italia Singolare - Doppio                              | Suzanne Lenglen 6-0 6-0                                  | Maud Rosenbaum                                |               |                     |
| 28 aprile | Rome Championships 1926 Roma, Italia Singolare - Doppio                              | Pat du Cros Suzanne Lenglen 6-0 6-0                      | Signora Miclavez Maud Rosenbaum               |               |                     |
| 28 aprile | Rome Championships 1926 Roma, Italia Singolare - Doppio                              | Doppio misto: Toto Brugnon Suzanne Lenglen 6-1 6-1       | Giorgio Stefani Countess A. Macchi di Cellere |               |                     |

### Maggio
| Settimana | Torneo                                                                            | Vincitore                                              | Finalista                                   | Semifinalisti | Eliminati ai quarti |
| --------- | --------------------------------------------------------------------------------- | ------------------------------------------------------ | ------------------------------------------- | ------------- | ------------------- |
| 8 maggio  | Worthing Hard Court Championships 1926 Worthing, Gran Bretagna Singolare - Doppio | Kitty McKane 6-1 6-4                                   | Phoebe Holcroft-Watson                      |               |                     |
| 8 maggio  | Worthing Hard Court Championships 1926 Worthing, Gran Bretagna Singolare - Doppio | Joyce Brown Phoebe Holcroft-Watson 7-5 6-2             | Kitty Godfree Cecily Marriott               |               |                     |
| 8 maggio  | Worthing Hard Court Championships 1926 Worthing, Gran Bretagna Singolare - Doppio | Doppio misto: Miss EM Rose Donald Greig 9-7 2-6 6-3    | Kitty Godfree Leslie Godfree                |               |                     |
| 10 maggio | Sydney City Championships 1926 Sydney, Australia Singolare - Doppio               | Daphne Akhurst 7-5 6-2                                 | Annie Martin                                |               |                     |
| 10 maggio | Sydney City Championships 1926 Sydney, Australia Singolare - Doppio               | Daphne Akhurst Gwendoline Utz 6-0 7-5                  | Marjorie Cox Patricia Meaney                |               |                     |
| 10 maggio | Sydney City Championships 1926 Sydney, Australia Singolare - Doppio               | Doppio misto: Gwendoline Utz Leslie Baker 6-2 4-6 7-5  | Patrica Meaney Richard Schlesinger          |               |                     |
| 17 maggio | Surrey Championships 1926 Surbiton, Gran Bretagna Singolare - Doppio              | Joan Fry 3-6 6-1 6-2                                   | Phoebe Holcroft Watson                      |               |                     |
| 17 maggio | Surrey Championships 1926 Surbiton, Gran Bretagna Singolare - Doppio              | Ermyntrude Harvey Dorothy Shepherd-Barron 6-2 6-2      | Peggy Saunders Joan Strawson                |               |                     |
| 17 maggio | Surrey Championships 1926 Surbiton, Gran Bretagna Singolare - Doppio              | Doppio misto: Dorothy Shepherd-Barron B. Meyer 6-3 8-6 | Gwen Sterry Douglas Hodges                  |               |                     |
| 29 maggio | Middlesex Championships 1926 Chiswick Park, Gran Bretagna Singolare - Doppio      | Molla Bjurstedt 6-3 1-6 6-1                            | Gwen Sterry                                 |               |                     |
| 29 maggio | Middlesex Championships 1926 Chiswick Park, Gran Bretagna Singolare - Doppio      | Geraldine Beamish E. Clarke 6-2 8-6                    | Emryntrude Harvey Dorothea Lambert Chambers |               |                     |
| 29 maggio | Middlesex Championships 1926 Chiswick Park, Gran Bretagna Singolare - Doppio      | Doppio misto: Geraldine Beamish Cyril Eames 6-2 8-6    | Ermyntrude Harvey Edward Higgs              |               |                     |

### Giugno
| Settimana | Torneo | Vincitore                                                      | Finalista                          | Semifinalisti | Eliminati ai quarti |
| --------- | --- | -------------------------------------------------------------- | ---------------------------------- | ------------- | ------------------- |
| 5 giugno  | Torneo di Saint George's Hill 1926 Weybridge, Gran Bretagna Singolare - Doppio                                   | E. Rose 6-2 8-6                                                | E. Norman                          |               |                     |
| 5 giugno  | Torneo di Saint George's Hill 1926 Weybridge, Gran Bretagna Singolare - Doppio                                   | Evelyn Dewhurst Cecily Marriott 7-5 6-0                        | Mrs Bowden-Smith Mabel Clayton     |               |                     |
| 5 giugno  | Torneo di Saint George's Hill 1926 Weybridge, Gran Bretagna Singolare - Doppio                                   | Doppio misto: E. Rose Pat Hughes 6-3 3-6 6-1                   | Mabel Clayton F. Davin             |               |                     |
| 5 giugno  | Northern Championships 1926 Liverpool, Gran Bretagna Singolare - Doppio                                          | Claire Beckingham 6-1 6-1                                      | Elsie Goldsack                     |               |                     |
| 5 giugno  | Northern Championships 1926 Liverpool, Gran Bretagna Singolare - Doppio                                          | Elsie Goldsack Joan Ridley 6-3 6-3                             | Claire Beckingham E. Beckingham    |               |                     |
| 5 giugno  | Northern Championships 1926 Liverpool, Gran Bretagna Singolare - Doppio                                          | Doppio misto: Joan Strawson William Radcliffe 6-8 9-7 6-1      | Joan Ridley S. Ernest Charlton     |               |                     |
| 12 giugno | Kent Championships 1926 Beckenham, Gran Bretagna Singolare - Doppio                                              | Lilí de Álvarez 6-4 6-2                                        | Molla Bjurstedt                    |               |                     |
| 12 giugno | Kent Championships 1926 Beckenham, Gran Bretagna Singolare - Doppio                                              | Ermyntrude Harvey Dorothea Lambert Chambers 3-6 6-2 6-4        | Joyce Brown Phoebe Holcroft-Watson |               |                     |
| 12 giugno | Kent Championships 1926 Beckenham, Gran Bretagna Singolare - Doppio                                              | Doppio misto: Gordon Crole-Rees Phoebe Holcroft-Watson 7-5 6-4 | Patrick Spence Betty Nuthall       |               |                     |
| 14 giugno | Internazionali di Francia 1926 Parigi, Francia Terra rossa Singolare - Doppio                                    | Suzanne Lenglen 6-1, 6-0                                       | Mary Browne                        |               |                     |
| 14 giugno | Internazionali di Francia 1926 Parigi, Francia Terra rossa Singolare - Doppio                                    | Suzanne Lenglen Julie Vlasto 6-1, 6-1                          | Evelyn Colyer Kitty McKane         |               |                     |
| 19 giugno | Roehampton Grass Court Championships 1926 (Roehampton Invitational) Roehampton, Gran Bretagna Singolare - Doppio | Molla Bjurstedt 6-8 6-4 6-1                                    | Chrissa Tyrrell                    |               |                     |
| 19 giugno | Roehampton Grass Court Championships 1926 (Roehampton Invitational) Roehampton, Gran Bretagna Singolare - Doppio | M. Haughton Mrs W. Jackson 7-5 6-4                             | Evelyn Dewhurst Vivian Glaspool    |               |                     |
| 19 giugno | Roehampton Grass Court Championships 1926 (Roehampton Invitational) Roehampton, Gran Bretagna Singolare - Doppio | Doppio misto: Sylvia Lumley-Ellis Cyril Eames 5-7 6-4 7-5      | Chrissa Tyrrell Ronald Poland      |               |                     |
| 19 giugno | Queen's Club Championships 1926 Londra, Gran Bretagna Erba Singolare - Doppio                                    | Dorothy Hill 7-5 6-2                                           | Eileen Bennett                     |               |                     |
| 19 giugno | Queen's Club Championships 1926 Londra, Gran Bretagna Erba Singolare - Doppio                                    | Ermyntrude Harvey Dorothea Lambert Chambers 6-1 9-7            | E. Clarke Dorothy Hill             |               |                     |
| 19 giugno | Queen's Club Championships 1926 Londra, Gran Bretagna Erba Singolare - Doppio                                    | Doppio misto: Mrs Furness R. Bernard 6-4 7-5                   | Mrs Backhouse H. Backhouse         |               |                     |
| 19 giugno | Metropolitan Clay Court Championship 1926 University Heights, USA Terra rossa Singolare - Doppio                 | Edna Hauselt-Roeser 7-5 6-3                                    | Mrs Bernard Stenz                  |               |                     |
| 19 giugno | Metropolitan Clay Court Championship 1926 University Heights, USA Terra rossa Singolare - Doppio                 | Alice Francis Edna Hauselt-Roeser 6-3 6-1                      | Priscilla Mitten Rosamond Newton   |               |                     |
| 19 giugno | Metropolitan Clay Court Championship 1926 University Heights, USA Terra rossa Singolare - Doppio                 | Doppio misto: Mrs Bernard Stenz Ingo Hartmann 6-4 2-6 6-3      | Mrs William Pritchard Jerry Lang   |               |                     |
| 26 giugno | Connecticut State Championships 1926 New Canaan, USA Singolare - Doppio                                          | Helen Gilleaudeau 7-5 7-5                                      | Helen Pollack Falk                 |               |                     |
| 26 giugno | Connecticut State Championships 1926 New Canaan, USA Singolare - Doppio                                          |                                                                |                                    |               |                     |

### Luglio
| Settimana | Torneo                                                                                  | Vincitore                                                  | Finalista                               | Semifinalisti | Eliminati ai quarti |
| --------- | --------------------------------------------------------------------------------------- | ---------------------------------------------------------- | --------------------------------------- | ------------- | ------------------- |
| 3 luglio  | Torneo di Wimbledon 1926 Londra, Gran Bretagna Erba Singolare - Doppio                  | Kitty McKane 6-2, 4-6, 6-3                                 | Lilí de Álvarez                         |               |                     |
| 3 luglio  | Torneo di Wimbledon 1926 Londra, Gran Bretagna Erba Singolare - Doppio                  | Evelyn Colyer Kitty McKane 6-1, 6-1                        | Mary Browne Elizabeth Ryan              |               |                     |
| 10 luglio | Womens National Golf & Tennis Club 1926 (Nassau Bowl) Glen Head, USA Singolare - Doppio | Elizabeth Corbiere 7-5 8-10 7-5                            | Edna Hauselt-Roeser                     |               |                     |
| 10 luglio | Womens National Golf & Tennis Club 1926 (Nassau Bowl) Glen Head, USA Singolare - Doppio |                                                            |                                         |               |                     |
| 10 luglio | East of England Championships 1926 Felixstowe, Gran Bretagna Singolare - Doppio         | Winifred Beamish 6-4 6-2                                   | Elsie Goldsack                          |               |                     |
| 10 luglio | East of England Championships 1926 Felixstowe, Gran Bretagna Singolare - Doppio         | Geraldine Beamish Elsie Goldsack 6-4 2-6 6-4               | Claire Beckingham E. Beckingham         |               |                     |
| 10 luglio | East of England Championships 1926 Felixstowe, Gran Bretagna Singolare - Doppio         | Doppio misto: Geraldine Beamish Cyril Eames 6-2 6-4        | Joan Ridley Enrique Obarrio             |               |                     |
| 10 luglio | Midland Counties Championships 1926 Edgbaston, Gran Bretagna Singolare - Doppio         | Ermyntrude Harvey 2-6 6-4 6-3                              | Joan Fry                                |               |                     |
| 10 luglio | Midland Counties Championships 1926 Edgbaston, Gran Bretagna Singolare - Doppio         | Ermyntrude Harvey Mary McIlquham 6-4 6-4                   | Betty Nuthall Gwen Sterry               |               |                     |
| 10 luglio | Midland Counties Championships 1926 Edgbaston, Gran Bretagna Singolare - Doppio         | Doppio misto: Ermyntrude Harvey Toto Brugnon 6-3 4-6 6-2   | Betty Nuthall Bunny Austin              |               |                     |
| 12 luglio | Irish Championships 1926 Dublino, Irlanda Singolare - Doppio                            | Hilda Wallis 6-4 6-0                                       | Mrs Price                               |               |                     |
| 12 luglio | Irish Championships 1926 Dublino, Irlanda Singolare - Doppio                            | F. Pearson Hilda Wallis 6-1 6-4                            | Janet Jackson Mrs Tomlinson             |               |                     |
| 12 luglio | Irish Championships 1926 Dublino, Irlanda Singolare - Doppio                            | Doppio misto: A. Byrne Cyril Eames 6-2 3-6 6-3             | Orea Beatty Pat Hughes                  |               |                     |
| 17 luglio | Rhode Island State Championships 1926 Providence, USA Singolare - Doppio                | Martha Bayard 6-1 6-1                                      | Mrs William Endicott                    |               |                     |
| 17 luglio | Rhode Island State Championships 1926 Providence, USA Singolare - Doppio                | Martha Bayard Mrs F. Godfrey 3-6 7-5 6-2                   | Elizabeth Corbiere Mrs William Endicott |               |                     |
| 17 luglio | Rhode Island State Championships 1926 Providence, USA Singolare - Doppio                | Doppio misto: Elizabeth Corbiere Bradshaw Harrison 6-4 6-1 | Mrs Frank Godfrey Lewis White           |               |                     |
| 17 luglio | Torneo di Frinton-on-Sea 1926 Frinton-on-Sea, Gran Bretagna Singolare - Doppio          | Joan Ridley 3-6 6-2 6-2                                    | Mrs J. Colegate                         |               |                     |
| 17 luglio | Torneo di Frinton-on-Sea 1926 Frinton-on-Sea, Gran Bretagna Singolare - Doppio          | Ermyntrude Harvey Dorothea Lambert Chambers 7-5 6-4        | Mrs J. Colegate Kitty Godfree           |               |                     |
| 17 luglio | Torneo di Frinton-on-Sea 1926 Frinton-on-Sea, Gran Bretagna Singolare - Doppio          | Doppio misto: Kitty Godfree Leslie Godfree 6-3 6-2         | Ermyntrude Harvey Donald Greig          |               |                     |
| 17 luglio | Nottinghamshire Championships 1926 Nottingham, Gran Bretagna Singolare - Doppio         | Winifred Beamish 6-3 6-4                                   | Beatrice Brown                          |               |                     |
| 17 luglio | Nottinghamshire Championships 1926 Nottingham, Gran Bretagna Singolare - Doppio         | Geraldine Beamish Betty Dix 6-2 6-3                        | Cecily Marriott Mrs V. Taylor           |               |                     |
| 17 luglio | Nottinghamshire Championships 1926 Nottingham, Gran Bretagna Singolare - Doppio         | Doppio misto: Betty Dix William Collins 6-3 4-6 7-5        | Geraldine Beamish R. Wackett            |               |                     |
| 17 luglio | Welsh Championships 1926 Newport, Gran Bretagna Singolare - Doppio                      | Gladys Seel 6-0 6-4                                        | Mrs R Fletcher                          |               |                     |
| 17 luglio | Welsh Championships 1926 Newport, Gran Bretagna Singolare - Doppio                      | Mrs R Fletcher Gladys Seel 6-3 6-4                         | Kathleen Bevir Mrs J Humfrey            |               |                     |
| 17 luglio | Welsh Championships 1926 Newport, Gran Bretagna Singolare - Doppio                      | Doppio misto: Kathleen Bevir Hector Fisher 7-5 6-3         | Gladys Seel Gordon Tuckett              |               |                     |
| 24 luglio | Longwood Bowl 1926 Brookline, USA Erba Singolare - Doppio                               | Elizabeth Ryan 6-0 3-6 6-3                                 | Martha Bayard                           |               |                     |
| 24 luglio | Longwood Bowl 1926 Brookline, USA Erba Singolare - Doppio                               | Eleanor Goss Elizabeth Ryan 9-7 8-6                        | Penelope Anderson Martha Bayard         |               |                     |

### Agosto
| Settimana | Torneo                                                                            | Vincitore                                                      | Finalista                           | Semifinalisti | Eliminati ai quarti |
| --------- | --------------------------------------------------------------------------------- | -------------------------------------------------------------- | ----------------------------------- | ------------- | ------------------- |
| 1º agosto | Essex County Championships 1926 Manchester, USA Singolare - Doppio                | Elizabeth Ryan 6-0 6-3                                         | Eleanor Goss                        |               |                     |
| 1º agosto | Essex County Championships 1926 Manchester, USA Singolare - Doppio                | Eleanor Goss Elizabeth Ryan 9-7 8-6                            | Penelope Anderson Martha Bayard     |               |                     |
| 1º agosto | Essex County Championships 1926 Manchester, USA Singolare - Doppio                | Doppio misto: Elizabeth Ryan Edward Chandler 6-2 6-4           | Elizabeth Corbier Bradshaw Harrison |               |                     |
| 2 agosto  | Maidstone Invitational 1926 East Hampton, USA Singolare - Doppio                  | Helen Wills 6-3 6-2                                            | Mary Browne                         |               |                     |
| 2 agosto  | Maidstone Invitational 1926 East Hampton, USA Singolare - Doppio                  | Mary Browne Molla Mallory 6-3 6-0                              | Alice Francis Edna Hauselt-Roeser   |               |                     |
| 7 agosto  | Seabright Invitational 1926 Seabright, USA Singolare - Doppio                     | Elizabeth Ryan 6-4 6-1                                         | Helen Wills                         |               |                     |
| 7 agosto  | Seabright Invitational 1926 Seabright, USA Singolare - Doppio                     | Eleanor Goss Elizabeth Ryan 6-1 6-3                            | Molla Bjurstedt Katherine Porter    |               |                     |
| 7 agosto  | Seabright Invitational 1926 Seabright, USA Singolare - Doppio                     | Doppio misto: Elizabeth Ryan Cranston Holman 3-6 6-3 6-0       | Helen Wills Edward Chandler         |               |                     |
| 14 agosto | Queensland Championships 1926 Brisbane, Australia Singolare - Doppio              | Beryl Turner 6-3 6-1                                           | Meryl O'Hara Wood                   |               |                     |
| 14 agosto | Queensland Championships 1926 Brisbane, Australia Singolare - Doppio              | Miss Gray Meryl O'Hara Wood 13-11 4-6 6-0                      | Miss Irving Beryl Turner            |               |                     |
| 14 agosto | Queensland Championships 1926 Brisbane, Australia Singolare - Doppio              | Doppio misto: Beryl Turner L. Thurlow 8-10 6-4 6-2             | Mrs Gray Richard Schlesinger        |               |                     |
| 14 agosto | Torneo di Worthing 1926 Worthing, Gran Bretagna Singolare - Doppio                | Phoebe Holcroft Watson 6-3 6-1                                 | Chrissa Tyrrell                     |               |                     |
| 14 agosto | Torneo di Worthing 1926 Worthing, Gran Bretagna Singolare - Doppio                | Joyce Brown Phoebe Holcroft-Watson 4-6 6-4 6-2                 | E. Norman Chrissa Tyrrell           |               |                     |
| 14 agosto | Torneo di Worthing 1926 Worthing, Gran Bretagna Singolare - Doppio                | Doppio misto: Chrissa Tyrrell Ronald Poland 6-2 6-1            | Evelyn Dearman E. Dearman           |               |                     |
| 14 agosto | New York State Championships 1926 Rye, USA Singolare - Doppio                     | Molla Bjurstedt 6-3 4-6 6-3                                    | Mary Browne                         |               |                     |
| 14 agosto | New York State Championships 1926 Rye, USA Singolare - Doppio                     |                                                                |                                     |               |                     |
| 21 agosto | North of England Championships 1926 Scarborough, Gran Bretagna Singolare - Doppio | Phoebe Holcroft Watson 6-3 6-1                                 | Joan Ridley                         |               |                     |
| 21 agosto | North of England Championships 1926 Scarborough, Gran Bretagna Singolare - Doppio | Ermyntrude Harvey Dorothy Shepherd-Barron 6-4 6-2              | Joan Fry Sylvia Lumley-Ellis        |               |                     |
| 21 agosto | North of England Championships 1926 Scarborough, Gran Bretagna Singolare - Doppio | Doppio misto: Dorothy Shepherd-Barron Keats Lester 6-4 2-6 6-4 | Joan Fry Douglas Hodges             |               |                     |
| 23 agosto | U.S. National Championships 1926 New York, USA Erba Singolare - Doppio            | Molla Bjurstedt 4-6, 6-4, 9-7                                  | Elizabeth Ryan                      |               |                     |
| 23 agosto | U.S. National Championships 1926 New York, USA Erba Singolare - Doppio            | Eleanor Goss Elizabeth Ryan 3-6, 6-4, 12-10                    | Mary Browne Charlotte Hosmer Chapin |               |                     |
| 28 agosto | Torneo di Hastings 1926 Hastings, Gran Bretagna Singolare - Doppio                | Phoebe Holcroft Watson 6-1 3-6 6-3                             | Joan Fry                            |               |                     |
| 28 agosto | Torneo di Hastings 1926 Hastings, Gran Bretagna Singolare - Doppio                | Elsie Goldsack Phoebe Holcroft-Watson 6-2 7-5                  | Chrissa Tyrrell Joyce Brown         |               |                     |
| 28 agosto | Torneo di Hastings 1926 Hastings, Gran Bretagna Singolare - Doppio                | Doppio misto: Phoebe Holcroft-Watson Cyril Eames 6-2 6-2       | Chrissa Tyrrell Royden Dash         |               |                     |
| 29 agosto | Torneo di Deauville 1926 Deauville, Francia Singolare - Doppio                    | Sylvie Henrotin 6-3 9-7                                        | Mme Danet                           |               |                     |
| 29 agosto | Torneo di Deauville 1926 Deauville, Francia Singolare - Doppio                    | Sylvia Jung Lafaurie Doris Wolfson 6-4 6-3                     | Mme Danet L. Huchez                 |               |                     |
| 29 agosto | Torneo di Deauville 1926 Deauville, Francia Singolare - Doppio                    | Doppio misto: Sylvia Jung Lafaurie Christian Boussus walkover  | Mme Danet Roger George              |               |                     |
| 30 agosto | Cinque Ports Championships 1926 Folkestone, Gran Bretagna Singolare - Doppio      | Geraldine Beamish 8-6 6-3                                      | Agnes Tuckey                        |               |                     |
| 30 agosto | Cinque Ports Championships 1926 Folkestone, Gran Bretagna Singolare - Doppio      | Geraldine Beamish Agnes Tuckey 6-3 7-5                         | E. Phayre M. Phayre                 |               |                     |
| 30 agosto | Cinque Ports Championships 1926 Folkestone, Gran Bretagna Singolare - Doppio      | Doppio misto: Agnes Tuckey Charles Tuckey 6-1 6-1              | Mrs Coleman Ambrose Dudley          |               |                     |

### Settembre
| Settimana    | Torneo                                                                           | Vincitore                                                          | Finalista                       | Semifinalisti | Eliminati ai quarti |
| ------------ | -------------------------------------------------------------------------------- | ------------------------------------------------------------------ | ------------------------------- | ------------- | ------------------- |
| 6 settembre  | Le Touquet First Meeting 1926 Le Touquet, Francia Singolare - Doppio             | Lilí de Álvarez 6-1 6-1                                            | Aurea Edgington                 |               |                     |
| 6 settembre  | Le Touquet First Meeting 1926 Le Touquet, Francia Singolare - Doppio             | Lilí de Álvarez Aurea Edgington 6-3 6-3                            | Miss Eddis J. Naylor            |               |                     |
| 6 settembre  | Le Touquet First Meeting 1926 Le Touquet, Francia Singolare - Doppio             | Doppio misto: Lilí de Álvarez Andre Aron 6-2 6-2                   | C. de Fouvillars J. Sergeant    |               |                     |
| 11 settembre | South of England Championships 1926 Eastbourne, Gran Bretagna Singolare - Doppio | Phoebe Holcroft Watson 6-4 6-8 6-2                                 | Ermyntrude Harvey               |               |                     |
| 11 settembre | South of England Championships 1926 Eastbourne, Gran Bretagna Singolare - Doppio | Mrs J. Colegate Chrissa Tyrrell 6-4 6-4                            | Ermyntrude Harvey Gwen Sterry   |               |                     |
| 11 settembre | South of England Championships 1926 Eastbourne, Gran Bretagna Singolare - Doppio | Doppio misto: Phoebe Holcroft-Watson Gordon Crole-Rees 5-7 6-1 7-5 | Joan Ridley Stanley Doust       |               |                     |
| 12 settembre | California State Championships 1926 Berkeley, USA Singolare - Doppio             | Helen Jacobs 6-0 6-1                                               | Edith Cross                     |               |                     |
| 12 settembre | California State Championships 1926 Berkeley, USA Singolare - Doppio             | Helen Baker Helen Jacobs 6-1 10-8                                  | Adeline Brohm Ethel Burhardt    |               |                     |
| 12 settembre | Middle States Championships 1926 Filadelfia, USA Erba Singolare - Doppio         | Elizabeth Ryan 6-3 6-2                                             | Hazel Hotchkiss                 |               |                     |
| 12 settembre | Middle States Championships 1926 Filadelfia, USA Erba Singolare - Doppio         | Hazel Hotchkiss Elizabeth Ryan 7-5 6-0                             | Molla Bjurstedt Edith Sigourney |               |                     |
| 18 settembre | Kent Coast Championships 1926 Hythe, Gran Bretagna Singolare - Doppio            | Kitty McKane 6-2 6-2                                               | Joan Ridley                     |               |                     |
| 18 settembre | Kent Coast Championships 1926 Hythe, Gran Bretagna Singolare - Doppio            | Claire Beckingham E. Beckingham 7-5 6-1                            | Beatrice Brown B. Wilson        |               |                     |
| 18 settembre | Kent Coast Championships 1926 Hythe, Gran Bretagna Singolare - Doppio            | Doppio misto: Kitty Godfree Leslie Godfree 6-2 6-0                 | E. Phayre Henry Standring       |               |                     |

### Ottobre
| Settimana  | Torneo                                                                                   | Vincitore                                           | Finalista                         | Semifinalisti | Eliminati ai quarti |
| ---------- | ---------------------------------------------------------------------------------------- | --------------------------------------------------- | --------------------------------- | ------------- | ------------------- |
| ottobre    | Pacific Coast Championships 1926 Berkeley, USA Singolare - Doppio                        | Helen Jacobs 3-6 6-4 6-0                            | Helen Baker                       |               |                     |
| ottobre    | Pacific Coast Championships 1926 Berkeley, USA Singolare - Doppio                        | Helen Jacobs Helen Baker                            | Helen Jacobs Helen Baker          |               |                     |
| 1º ottobre | Longwood Fall Championships 1926 Brookline, USA Singolare - Doppio                       | Elizabeth Ryan 6-3 6-4                              | Hazel Hotchkiss                   |               |                     |
| 1º ottobre | Longwood Fall Championships 1926 Brookline, USA Singolare - Doppio                       | Elizabeth Ryan Eleonora Sears 2-6 6-2 6-2           | Mrs Frank Godfrey Hazel Hotchkiss |               |                     |
| 6 ottobre  | Northumberland Hard Court Championships 1926 Newcastle, Gran Bretagna Singolare - Doppio | Kitty McKane 6-3 6-3                                | Betty Nuthall                     |               |                     |
| 6 ottobre  | Northumberland Hard Court Championships 1926 Newcastle, Gran Bretagna Singolare - Doppio | Claire Beckingham E. Beckingham titolo condiviso    | Kitty Godfree Betty Nuthall       |               |                     |
| 6 ottobre  | Northumberland Hard Court Championships 1926 Newcastle, Gran Bretagna Singolare - Doppio | Doppio misto: Betty Nuthall Cyril Eames 6-2 5-7 7-5 | Kitty Godfree Leslie Godfree      |               |                     |
| 11 ottobre | British Covered Court Championships 1926 Londra, Gran Bretagna Singolare - Doppio        | Peggy Saunders 6-4 6-2                              | Betty Dix                         |               |                     |
| 11 ottobre | British Covered Court Championships 1926 Londra, Gran Bretagna Singolare - Doppio        |                                                     |                                   |               |                     |
| 11 ottobre | British Covered Court Championships 1926 Londra, Gran Bretagna Singolare - Doppio        | Doppio misto: Stanley Doust Joan Ridley 6-3 6-2     | Donald Greig Eileen Bennett       |               |                     |

### Novembre
| Settimana | Torneo                                                                  | Vincitore                 | Finalista     | Semifinalisti | Eliminati ai quarti |
| --------- | ----------------------------------------------------------------------- | ------------------------- | ------------- | ------------- | ------------------- |
| novembre  | Mexico Championships 1926 Città del Messico, Messico Singolare - Doppio | Penelope Anderson 6-4 6-3 | Martha Bayard |               |                     |
| novembre  | Mexico Championships 1926 Città del Messico, Messico Singolare - Doppio |                           |               |               |                     |

### Dicembre
| Settimana   | Torneo                                                                         | Vincitore                                                   | Finalista                          | Semifinalisti | Eliminati ai quarti |
| ----------- | ------------------------------------------------------------------------------ | ----------------------------------------------------------- | ---------------------------------- | ------------- | ------------------- |
| 4 dicembre  | Victorian Championships 1926 Melbourne, Australia Singolare - Doppio           | Esna Boyd 6-3 6-2                                           | Marjorie Cox                       |               |                     |
| 4 dicembre  | Victorian Championships 1926 Melbourne, Australia Singolare - Doppio           | Esna Boyd Sylvia Harper 7-5 6-2                             | Kath Le Mesurier Meryl O'Hara Wood |               |                     |
| 4 dicembre  | Victorian Championships 1926 Melbourne, Australia Singolare - Doppio           | Doppio misto: Esna Boyd Jack Hawkes 6-2 6-0                 | Marjorie Cox Rupert Wertheim       |               |                     |
| 20 dicembre | Monte Carlo Christmas Meeting 1926 Monte Carlo, Monte Carlo Singolare - Doppio | Phyllis Satterthwaite 6-4 6-3                               | Madge Slaney                       |               |                     |
| 20 dicembre | Monte Carlo Christmas Meeting 1926 Monte Carlo, Monte Carlo Singolare - Doppio | E. Petchell Phyllis Satterthwaite 6-1 6-1                   | Madge Slaney G. Thompson           |               |                     |
| 20 dicembre | Monte Carlo Christmas Meeting 1926 Monte Carlo, Monte Carlo Singolare - Doppio | Doppio misto: Phyllis Satterthwaite Jacques Brugnon 6-2 6-3 | E. Petchell Charles Aeschlimann    |               |                     |
| 26 dicembre | New Zealand Championships 1926 Auckland, Nuova Zelanda Singolare - Doppio      | Arita Howe 6-3 2-6 6-0                                      | May Speirs                         |               |                     |
| 26 dicembre | New Zealand Championships 1926 Auckland, Nuova Zelanda Singolare - Doppio      | Nellie Lloyd Jessie Watson 6-1 6-3                          | M. Colebrook B. Knight             |               |                     |
| 26 dicembre | New Zealand Championships 1926 Auckland, Nuova Zelanda Singolare - Doppio      | Doppio misto: May Speirs Donald France 6-4 6-1              | B. Knight A.W. Sims                |               |                     |

### Senza data
| Settimana | Torneo                                                   | Vincitore       | Finalista                 | Semifinalisti | Eliminati ai quarti |
| --------- | -------------------------------------------------------- | --------------- | ------------------------- | ------------- | ------------------- |
|           | Torneo di La Jolla 1926 La Jolla, USA Singolare - Doppio | Marion Williams | non conosciuta (bandiera) |               |                     |
|           | Torneo di La Jolla 1926 La Jolla, USA Singolare - Doppio |                 |                           |               |                     |